# Ludwig von Lichtenberg

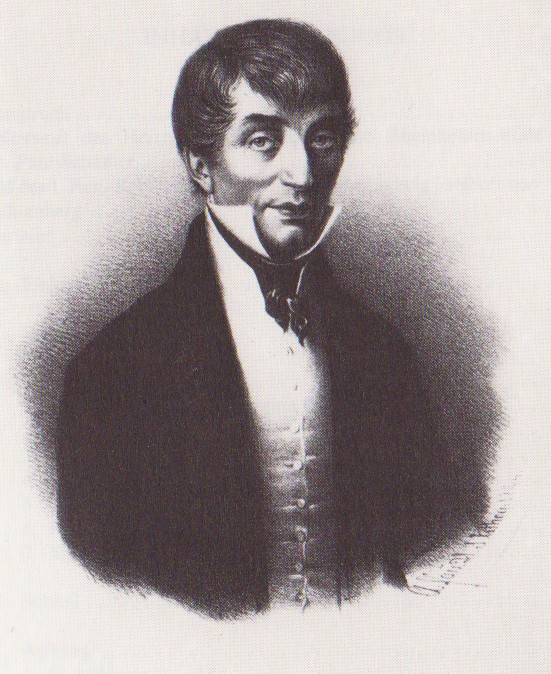
Ludwig Christian Christoph Freiherr von Lichtenberg

Freiherr Ludwig Christian Christoph von Lichtenberg (* 27. Februar 1784 in Darmstadt; † 29. Juli 1845 in Mainz) war ein Verwaltungsbeamter des Großherzogtums Hessen.

## Familie
Freiherr Ludwig Christian Christoph von Lichtenberg wurde als Sohn des späteren hessen-darmstädtischen Staatsministers Friedrich August von Lichtenberg (1755–1819) und noch als Ludwig Christian Christoph Lichtenberg geboren. Der Vater wurde 1819 in den erblichen Freiherrenstand erhoben, wodurch auch Ludwig Christian Christoph das „von“ erhielt. Seine Mutter war Johannette Rosine, geborene Küster (1757–1839). Sein Großonkel und Patenonkel war der Mathematiker Georg Christoph Lichtenberg. Die Familie war evangelisch.
Ludwig Christian Christoph Lichtenberg heiratete zwei Mal:

1.) 1812 in Paris (und am 4. September 1816 in Mainz) Margarete Rigollet (* 4. Januar 1790 in Saint-Florentin (Yonne), Burgund; † 1. März 1826 in Mainz). Nach dem Tod seiner ersten Frau heiratete er

2.) 1828 in Eisenach Johanna, geborene von Aachen, verwitwete von Schorcht (* 1789 in Münster; † 12. November 1851 in Mainz).
Die Kinder aus erster Ehe waren:
- August Bernhard (1812–1836), österreichischer Leutnant, gefallen bei Allo, Navarra
- Luise (1813–nach 1878), verheiratet 1837 mit Clemens Freiherr von Lilien (1806–1871), Preußischer Major
- Friedrich (1817–1877), Konsul, Gutsbesitzer
- Ernst (1820–1849), wanderte 1848 aus, Farmer in Texas
- Wilhelm (1821–1859), Hauptmann
- Ludwig (1824–1852), Leutnant, wanderte 1848 nach Texas aus, starb an der Cholera[3]
- Georg (1825–1860), Leutnant

## Karriere

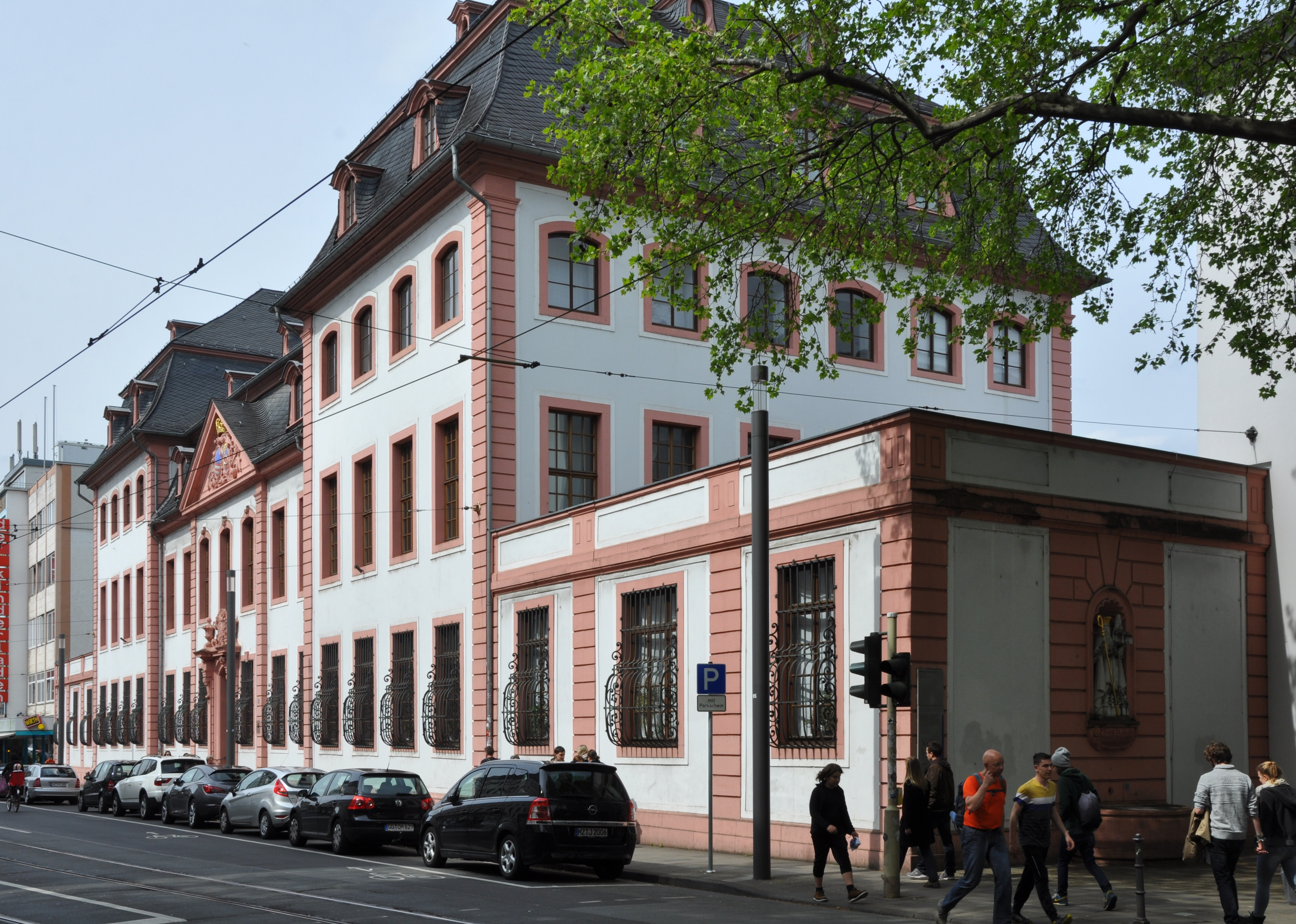
Der Erthaler Hof in Mainz war Dienstgebäude und Wohnung von L. v. Lichtenberg

Ludwig Lichtenberg studierte ab 1800 an der Ludewigs-Universität in Gießen Rechtswissenschaft, wo er Mitglied des Corps Rhenania wurde und von 1802 bis 1804 an der Georg-August-Universität Göttingen.
1806 wurde er Assessor der Provinzialregierung in Darmstadt, anschließend Geheimer Referendar im Außenministerium des Großherzogtums Hessen. 1811 erfolgte die Ernennung zum Regierungsrat. Nach einer Bildungsreise durch Italien wurde er 1811 Attaché an der Gesandtschaft des Großherzogtums in Paris und 1812 dort Legationsrat. 1814 wechselte er zurück nach Darmstadt und wurde 1815 in das Hauptquartier der Verbündeten in Paris entsandt. 1816 war er Mitglied der großherzoglich-hessischen Kommission, die die Übernahme der dann als Provinz Rheinhessen konstituierten Region organisierte. Ab 1817 war er unter wechselnden Amtsbezeichnungen bis zu seinem Tod 1845 Chef der Provinzialregierung von Rheinhessen. In seiner Amtszeit genehmigte er 1838 die Gründung des MCV und den ersten Rosenmontagszug in Mainz.
Ludwig Christian Christoph Freiherr von Lichtenberg starb am 29. Juli 1845 in Mainz und wurde dort auf dem Hauptfriedhof beigesetzt.

## Weitere Engagements
- 1815 bis 1841 war er Präsident der Handelskammer Mainz.[1]
- 1822 Präsident des Kirchenrats der vereinigten evangelischen Kirche Rheinhessen[5]
- 1824 dirigierendes Mitglied der neuen Pädagog-Kommission zu Mainz[5]
- 1837 Präsident des Landwirtschaftlichen Vereins für Rheinhessen.[2]

## Ehrungen
- Zur Feier seines 25-jährigen Dienstjubiläums gab die Stadt eine Gedenkmedaille heraus.[9]
- 1839 Preußischer Roter Adlerorden, Ritter II. Klasse mit Stern[5]
- 1844 Verdienstorden Philipps des Großmütigen, Großkreuz[5]